# 佩拉爾維略
18°49′12″N 70°1′48″W / 18.82000°N 70.03000°W
佩拉爾維略（西班牙語：Peralvillo），是多明尼加共和國的城鎮，位於該國東部，由銀山省負責管轄，距離亞馬薩7公里，面積134.98平方公里，2012年人口20,048，人口密度每平方公里130人。